# Ida Nilsson (skulptör)
Ida Göthilda Nilsson, född 7 februari 1840 i Lund, död 24 december 1920 i Lund, var en svensk skulptör. Hon var dotter till zoologen Sven Nilsson.
Nilsson bedrev konststudier i Danmark för skulptören J.A. Jerichau.
Förutom arbetet som skulptör var hon under många år hjälpreda åt sin far i hans arbeten. 
Vid Konstakademiens utställning 1875 var hon representerad med ett porträttbyst i gips föreställande fadern samt en gipsmedaljong av Fredrika Bremer; båda dessa arbeten finns numera i Kalmar läns museum. Det uppges att Walter Runeberg utförde den byst av Sven Nilsson, som 1902 placerades utanför universitetet i Lund efter en av henne modellerad bild. 
Nilsson finns representerad vid Vetenskapsakademien i Stockholm.